# Distrikt Aquia
Der Distrikt Aquia liegt in der Provinz Bolognesi in der Region Ancash in West-Peru. Der Distrikt wurde am 2. Januar 1857 gegründet. Er besitzt eine Fläche von 437 km². Beim Zensus 2017 wurden 2204 Einwohner gezählt. Im Jahr 1993 lag die Einwohnerzahl bei 3431, im Jahr 2007 bei 2860. Die Distriktverwaltung befindet sich in der 3337 m hoch gelegenen Ortschaft Aquia mit 628 Einwohnern (Stand 2017). Aquia befindet sich knapp 9 km nordnordöstlich der Provinzhauptstadt Chiquián.

## Geographische Lage
Der Distrikt Aquia liegt an der Westflanke der peruanischen Westkordillere im äußersten Nordwesten der Provinz Bolognesi. Die östliche Distriktgrenze verläuft entlang der kontinentalen Wasserscheide. Der Distrikt umfasst das Quellgebiet des Río Pativilca, der das Gebiet nach Süden entwässert.
Der Distrikt Aquia grenzt im Westen an den Distrikt Cátac (Provinz Recuay), im Norden an die Distrikte Chavín de Huántar und San Marcos (beide in der Provinz Huari), im Osten an den Distrikt Huallanca, im Südosten an den Distrikt Huasta sowie im Südwesten an den Distrikt Chiquián.

## Ortschaften
Im Distrikt gibt es neben dem Hauptort Aquia folgende größere Ortschaften (centros poblados):
- Pachapaqui (528 Einwohner)
- Racrachaca (309 Einwohner)

Ferner gibt es die folgenden 7 kleineren Ortschaften (caseríos):
- Pacarenca
- San Miguel
- Santa Rosa
- Suyán
- Uranyacu
- Villanueva
- Vista Alegre